# Mačkovac (Gradiška)
Mačkovac (szerbül: Мачковац), falu Gradiška községben, Bosznia-Hercegovinában, Bosanska krajina területén, a Szerb Köztársaságban. 

## Fekvése
Bosznia-Hercegovina északi részén, Banja Lukától légvonalban 42, közúton 49 km-re északra, községközpontjától légvonalban 5, közúton 7 km-re északkeletre, 90-95 méteres magasságban, a Száva-folyó jobb partján és a folyó éles kanyarulatában elterülő síkságon, a balparti, horvátországi Vrbje községhez tartozó Mačkovaccal átellenben fekszik.

## Népessége
| Nemzetiségi csoport | Népesség 1991 | Népesség 2013 |
| ------------------- | ------------- | ------------- |
| Szerb               | 165           | 246           |
| Bosnyák             | 0             | 1             |
| Horvát              | 265           | 17            |
| Jugoszláv           | 27            | 0             |
| Egyéb               | 19            | 11            |
| Összesen            | 476           | 275           |

## Története
Az itt talált régészeti leletek tanúsága szerint itt már a bronzkorban is éltek emberek. A leletek közül a legjeletősebbek négy bronz szekerce, öt karkötő, két sarló, valamint nagyszámú egyéb fegyver és ékszer maradványai, melyek a közép-boszniai urnamezős kultúra késő bronzkori korszakához tartoztak és a szávamenti fémművesség fejlettségéről tanúskodnak.
A település területe 1878-ig tartozott az Oszmán Birodalomhoz, ekkor a berlini kongresszus határozata alapján az Osztrák-Magyar Monarchia része lett. 1879-ben az első osztrák-magyar népszámlálás során a Berbir községhez tartozó településnek 59 háztartása 223 ortodox szerb és 163 katolikus horvát lakosa volt. 1910-ben a Bosanska Gradiškai járáshoz és Kozinci községhez tartozó településen 73 háztartást, 188 ortodox és 264 római katolikus lakost találtak. A monarchia szétesésével 1918-ban előbb a Szerb-Horvát-Szlovén Királyság, majd 1929-től a Jugoszláv Királyság része. Jugoszlávia megszállása után a település a Független Horvát Állam (NDH) része lett. A második világháborúban a településnek 20 halálos áldozata volt, egy kivételével mind szerbek. A falu 1945-től a szocialista Jugoszlávia része volt. A boszniai háború idején a Boszniai Szerb Köztársaság része volt. A daytoni békeszerződést követő területfelosztásnál Bosanska Gradiška község részeként a Szerb Köztársaság területéhez került. 

## Nevezetességei
- A falu pravoszláv temploma a temetőben áll. Egyhajós, keletelt épület, a nyugati homlokzat feletti harangtoronnyal.

- A római katolikus templom a Szávamenti út közelében található. Egyhajós, kelet - nyugati tájolású épület, melynek harangtornya a keleti homlokzat előtt, az északi oldalon áll. Az épület meglehetősen elhanyagolt állapotú.